# Championnat d'Italie de Formule 3
Le championnat d'Italie de Formule 3 a été créée en 1964 en remplacement de la Formule Junior.
La CSI CSAI a annoncé l'annulation du championnat d'Italie de Formule 3 pour la saison 2013.

## Palmarès
| Année | Vainqueur            | Nationalité | Voiture                     |
| ----- | -------------------- | ----------- | --------------------------- |
| 1964  | Geki                 | Italie      | De Sanctis                  |
| 1965  | Andrea de Adamich    | Italie      | Lola T5A / Brabham BT15     |
| 1966  | Ernesto Brambilla    | Italie      | Brabham BT16                |
| 1967  | Maurizio Montagnani  | Italie      | Brabham BT21 (1)            |
| 1968  | Franco Bernabei      | Italie      | Tecno 68                    |
| 1969  | Gianluigi Picchi     | Italie      | Tecno 69                    |
| 1970  | Giovanni Salvati     | Italie      | Tecno 70                    |
| 1971  | Giancarlo Naddeo     | Italie      | Tecno 68                    |
| 1972  | Vittorio Brambilla   | Italie      | Birel 72 / Brabham BT35     |
| 1973  | Carlo Giorgio        | Italie      | Ensign LNF3 / March 733     |
| 1974  | Alberto Colombo (en) | Italie      | GRD 374 / March 743         |
| 1975  | Luciano Pavesi       | Italie      | Brabham BT41 / March 753    |
| 1976  | Riccardo Patrese     | Italie      | Chevron B34                 |
| 1977  | Elio De Angelis      | Italie      | Chevron B38 / Ralt RT1      |
| 1978  | Siegfried Stohr      | Italie      | Chevron B43                 |
| 1979  | Piercarlo Ghinzani   | Italie      | March 793                   |
| 1980  | Guido Pardini        | Italie      | Dallara 380                 |
| 1981  | Eddy Bianchi         | Italie      | Martini Mk34 / Martini MK37 |
| 1982  | Enzo Coloni          | Italie      | March 813 / Ralt RT3        |
| 1983  | Ivan Capelli         | Italie      | Ralt RT3                    |
| 1984  | Alessandro Santin    | Italie      | Ralt RT3                    |
| 1985  | Franco Forini        | Italie      | Dallara 385                 |
| 1986  | Nicola Larini        | Italie      | Dallara 386                 |
| 1987  | Enrico Bertaggia     | Italie      | Dallara 387                 |
| 1988  | Emanuele Naspetti    | Italie      | Dallara 388                 |
| 1989  | Gianni Morbidelli    | Italie      | Dallara 389                 |
| 1990  | Roberto Colciago     | Italie      | Reynard 903                 |
| 1991  | Giambattista Busi    | Italie      | Dallara 391                 |
| 1992  | Max Angelelli        | Italie      | Dallara 392                 |
| 1993  | Christian Pescatori  | Italie      | Dallara 393                 |
| 1994  | Giancarlo Fisichella | Italie      | Dallara 394                 |
| 1995  | Luca Rangoni         | Italie      | Dallara 395                 |
| 1996  | Andrea Boldrini      | Italie      | Dallara 395                 |
| 1997  | Oliver Martini       | Italie      | Dallara 397                 |
| 1998  | Donny Crevels        | Pays-Bas    | Dallara 397                 |
| 1999  | Peter Sundberg       | Suède       | Dallara 399                 |
| 2000  | Davide Uboldi        | Italie      | Dallara 399                 |
| 2001  | Lorenzo del Gallo    | Italie      | Dallara F300                |
| 2002  | Milos Pavlovic       | Serbie      | Dallara F302                |
| 2003  | Fausto Ippoliti      | Italie      | Dallara F303                |
| 2004  | Matteo Cressoni      | Italie      | Dallara F302                |
| 2005  | Luigi Ferrara        | Italie      | Dallara F304                |
| 2006  | Mauro Massironi      | Italie      | Dallara F304                |
| 2007  | Paolo Maria Nocera   | Italie      | Dallara F304                |
| 2008  | Mirko Bortolotti     | Italie      | Dallara F308                |
| 2009  | Daniel Zampieri      | Italie      | Dallara F308                |
| 2010  | César Ramos          | Brésil      | Dallara F310                |
| 2011  | Sergio Campana       | Italie      | Dallara F308                |
| 2012  | Riccardo Agostini    | Italie      | Mygale-FTP M10              |

(1) En raison de la course de Caserte où trois pilotes trouvèrent la mort, le titre ne fut pas attribué, mais il y eut bien un classement final.
À noter que la presse italienne de l'époque indique Geki en tête du classement.